# بريان غريفيثز (لاعب كرة قدم)
بريان غريفيثز (بالإنجليزية: Bryan Griffiths)‏ (26 يناير 1965 في المملكة المتحدة - ) هو لاعب كرة قدم بريطاني في مركز الوسط. لعب مع نادي بلاكبول ونادي ساوثبورت وويغان أتلتيك ونادي سكاربورو ونادي تلفورد يونايتد وSt Helens Town A.F.C. ‏.

## وصلات خارجية
- بريان غريفيثز على موقع قاعدة بيانات كرة القدم.إي يو (الإنجليزية)